# University Challenge
University Challenge är ett brittiskt frågesportprogram som först sändes 1962. Programmet sändes på ITV från 1962 till 1987 och programledare var författaren Bamber Gascoigne. Sedan 1994 sänds University Challenge på BBC Two med journalisten och författaren Jeremy Paxman i rollen som programledare.